# Penguin Software
Penguin Software est une société américaine de développement et d'édition de logiciels et de jeux vidéo fondée en 1978 par Mark Pelczarski et basé à Geneva dans l’Illinois.

## Historique
Passionné par les ordinateurs et la programmation, Mark Pelczarski étudie les mathématiques et l’informatique à l’université de l’Illinois avant de devenir professeur. Il enseigne la programmation pendant quatre ans et développe ses premiers programmes pendant son temps libre, qu’il publie dans divers magazine spécialisés. A l’automne 1979, alors qu’il enseigne à l’université de Northern Illinois, il acquiert un micro-ordinateur Apple II. Deux mois plus tard, sous le label MP Software, il commence à distribuer son premier logiciel, Magic Paintbrush, dans les boutiques d’ordinateurs de la région de Chicago. 
Fin 1979, il quitte son poste d’enseignant pour se consacrer à la programmation. Il est alors embaucher comme journaliste pour le magazine d’informatique SoftSide et déménage dans le New Hampshire. Dans ce cadre, il continue de développer de petits programmes, qui sont publiés dans le magazine. Huit mois plus tard, il décide de créer une société coopérative de logiciels visant à informer et à distribuer à ses membres, via une newsletter, les derniers et meilleurs logiciels sur le marché. Il quitte alors son travail et retourne à Geneva pour se consacrer à plein temps à la programmation et à son projet. En janvier 1981, il fonde ainsi la société coopérative Micro Co-op qui comptera jusqu’à 300 membres. En mars de la même année, il publie The Complete Graphics System sous le label Co-op Software. Celui-ci rencontre un succès commercial inattendu qui pousse Mark Pelczarski à se consacrer plus sérieusement au développement et à la publication de logiciels.
À l’été 1981, il fonde ainsi la société de développement et d'édition de logiciels Penguin Software et laisse la charge de Micro Co-op à Trish Glenn, qu’il a rencontré alors qu’il était encore enseignant. Via sa nouvelle société, il publie deux nouveaux logiciels dans la lignée de The Complete Graphics System : Special Effects en septembre 1981 et The Graphics Magician début 1982. Fin 1981, il propose à Dave Albert, qu’il a rencontré au sein de la rédaction de SoftSide, à venir à Geneva pour l’aider dans son projet. Ce dernier le rejoint début 1982 et il lui confie la gestion de Micro Co-op. A l’été 1982, il revend finalement Micro Co-op pour se consacrer entièrement à Penguin Software qui se développe grâce au succès commercial de The Graphics Magician et The Complete Graphics System II. A la même époque, la société se distingue des autres éditeurs de logiciels en refusant d’inclure un système de protection contre la copie dans les programmes qu’elle distribue. Fin 1982, l’entreprise se lance dans le jeu vidéo avec la publication de deux jeux d’action et d’un jeu d’aventure – Spy's Demise de Alan Zeldin, Pie Man de Eagle Berns et Michael Kosaka, et Transylvania de Antonio Antiochia – créés avec l’aide de The Graphics Magician.

## Produits
| Année | Titre                           | Développeur                   | Genre             | Plate-forme                                      |
| ----- | ------------------------------- | ----------------------------- | ----------------- | ------------------------------------------------ |
| 1981  | Special Effects                 | Mark Pelczarski               | Logiciel          | Apple II                                         |
|       |                                 |                               |                   |                                                  |
| 1982  | The Complete Graphics System II | Mark Pelczarski               | Logiciel          | Apple II                                         |
| 1982  | The Graphics Magician (en)      | Mark Pelczarski               | Logiciel          | Apple II                                         |
| 1982  | Pie Man                         | Eagle Berns et Michael Kosaka | Jeu d’action      | Apple II                                         |
| 1982  | Spy's Demise                    | Alan Zeldin                   | Jeu d’action      | Apple II – Atari 8-bit, C64                      |
| 1982  | Transylvania                    | Antonio Antiochia             | Jeu d’aventure    | Apple II – Atari 8-bit, Atari ST, C64, Macintosh |
|       |                                 |                               |                   |                                                  |
| 1983  | Bouncing Kamungas               | Tom Becklund                  |                   |                                                  |
| 1983  | The Coveted Mirror (en)         | Eagle Berns et Holly Thomason | Jeu d’aventure    | Apple II                                         |
| 1983  | Crime Wave                      | Scott Schram                  |                   |                                                  |
| 1983  | Expedition Amazon (en)          | Willard Phillips              | Jeu vidéo de rôle | Apple II – C64                                   |
| 1983  | The Quest                       |                               | Jeu d’aventure    | Apple II – Atari 8-bit, C64, IBM PC, Macintosh   |
| 1983  | Thunderbombs                    | Tom Becklund                  |                   |                                                  |